# Saori Sakoda
Saori Sakoda (迫田 さおり, Sakoda Saori) est une ancienne joueuse de volley-ball japonaise née le 18 décembre 1987 à Kagoshima. Elle mesure 1,75 m et jouait au poste de réceptionneuse-attaquante. Elle a totalisé 136 sélections en équipe du Japon.

## Biographie
Avec l'équipe du Japon de volley-ball féminin, elle est médaillée de bronze olympique en 2012 à Londres.

## Clubs
| Club                        | De        | À         |
| --------------------------- | --------- | --------- |
| Kagoshima-nishi High School |           | 2005-2006 |
| Toray Arrows                | 2006-2007 | 2016-2017 |

## Palmarès

### Équipe nationale
- Jeux olympiques
  -  2012 à Londres.

### Clubs
- Championnat du Japon
  - Vainqueur : 2008, 2009, 2010, 2012.
  - Finaliste : 2011, 2013.

### Distinctions individuelles
- Championnat féminin AVC des clubs 2008: Meilleure marqueuse.
- World Grand Champions Cup féminine 2013: Meilleure réceptionneuse-attaquante[1].